# جوسوبيك شاريبوف
جوسوبيك شاريبوف هو سياسي ودبلوماسي قرغيزي وُلد في 27 أبريل (نيسان) 1955، ويشغل حاليًا منصب سفير قيرغيزستان لدى أوكرانيا.

## حياته
وُلد جوسوبيك شاريبوفيتش شاريبوف في 27 أبريل (نيسان) 1955 في مقاطعة كارا-كولجا بمنطقة أوش في قرغيزستان، وهو الشقيق الأكبر لسورونباي جينبيكوف، كما أن شقيقه الأخر هو عضو المجلس الأعلى أسيلبك شاريبوف. يتحدث جوسوبيك شاريبوف اللغتين الروسية والأوزبكية، بالإضافة إلى اللغة القرغيزية لغته الأم.

## مسيرته المهنية
التحق جوسوبيك شاريبوف بالعمل في وزارة الخارجية القرغيزية منذ منتصف العقد الأول من القرن الحادي والعشرين، وشغل منذ ذلك الوقت عدة مناصب دبلوماسية في الكويت والمغرب والأردن والبحرين، ثُم شغل منصب حاكم منطقة جلال آباد الواقعة في الجزء الشرقي من البلاد. قبل اندلاع ثورة التوليب في قرغيزستان، ثُم عُين في يوليو (تموز) 2018 سفيرًا لقرغيزستان لدى أوكرانيا، وهو المنصب الذي لا يزال يشغله حتى الآن.